# Johan Casimir Ehrnrooth
Johann Casimir Ehrnrooth (né le 26 novembre 1833 à Nastola (Finlande), mort le 5 février 1913 à Helsinki) est un militaire et un homme politique d'origine finlandaise. Il est premier ministre de Bulgarie de mai 1881 à juillet 1881.

## Biographie
Né dans une famille de la noblesse finlandaise, il entre comme cadet à l'académie militaire impériale de Saint-Pétersbourg en 1856. Il commence sa carrière militaire dans l'armée impériale russe et sert ensuite dans le régiment d'infanterie « Kursk ». Il prend part à la Guerre du Caucase. En 1861 il participe à la répression de l'Insurrection de Varsovie. En 1863 il est commandant du régiment d'infanterie de Vitebsk et en 1869 il est promu major-général. Pendant la Guerre russo-turque de 1877-1878 il commande la 11e division d'infanterie et est promu lieutenant-général. Il soutient activement la candidature au trône d'Alexandre Ier de Bulgarie. Après avoir été mis hors-cadre de l'armée russe, il est nommé en avril 1880 ministre de la défense de la Principauté de Bulgarie. Il est nommé premier ministre de Bulgarie le 9 mai 1881. Exaspéré par les manœuvres et intrusions dans les affaires intérieures bulgares de Hitrowo l'agent et chargé d'affaires russe à Bucarest (1886-1891) il décide de démissionner le 13 juillet 1881.

## Source
- (bg) Cet article est partiellement ou en totalité issu de l’article de Wikipédia en bulgare intitulé « Казимир Ернрот » (voir la liste des auteurs).